# Уэбб, Эми
Эми Линн Уэбб (родилась 18 октября 1974 года) — американский футурист, автор, основатель и генеральный директор Института будущего сегодня. Является адъюнкт-профессором Школы бизнеса Стерна Нью-Йоркского университета и старшим научным сотрудником Атлантического совета. В 2014–2015 годах была приглашенным научным сотрудником Нимана в Гарвардском университете.

## Ранние годы
Родиласья 18 октября 1974 года; выросла в Восточном Чикаго, штат Индиана.  В 1997 году получила степень бакалавра в области политологии и экономики  в Университете Индианы в Блумингтоне. Переехала в сельскую местность Японии, где работала журналистом-фрилансером и учителем английского языка. В 2001 году она получила степень магистра в Высшей школе журналистики Колумбийского университета.

## Карьера
Начала карьеру в качестве журналиста, освещающего технологии и экономику. Работала репортером в The Wall Street Journal, а затем переехала в Гонконг, в качестве штатного репортера Newsweek, освещая новые технологии. В 2006 году основала Future Today Institute, консалтинговую фирму по вопросам управления. С 2007 года является автором ежегодного отчета о технологических тенденциях Future Today Institute, в котором рассказывается о будущем технологий и их влиянии на общество. В 2011 году она стала соучредителем Spark Camp, конференции по лидерству, посвященной будущему бизнеса, правительства и общества.
Является приглашенным научным сотрудником в бизнес-школе Саида Оксфордского университета, стипендиатом американо-японской программы лидерства. Консультировала телесериал Hulu 2018 года «Первый» о миссии человека на Марс в 2030-х годах. Была включена в список 100 женщин BBC за 2019 год и в список Thinkers50 Radar 2017 года, а также выиграла премию Thinkers50 RADAR Award 2017 года.

## Личная жизнь
Уэбб еврейка. Живёт в Нью-Йорке, Нью-Йорке и Балтиморе, штат Мэриленд, со своим мужем и дочерью.